# Linee nucali
Le linee nucali sono quattro linee curve sulla superficie esterna dell'osso occipitale:
- La superiore, spesso debolmente marcata, comunemente chiamata linea nucale alta (o suprema), cui si attacca la galea aponeurotica.
- Sotto la linea nucale alta abbiamo la linea nucale superiore. a questa sono attaccati il muscolo sternocleidomastoideo, il muscolo occipitale, il muscolo trapezio e lo splenio del capo.
- Dalla protuberanza occipitale esterna una cresta, spesso debolmente marcata, la linea nucale media (o cresta occipitale esterna), discende al forame magno e prende attacco al legamento nucale.
- Decorre dalla metà di questa linea la linea nucale inferiore. Vi sono attaccati il muscolo obliquo superiore della testa, il muscolo retto posteriore maggiore della testa e il muscolo retto posteriore minore della testa.

## Altre immagini

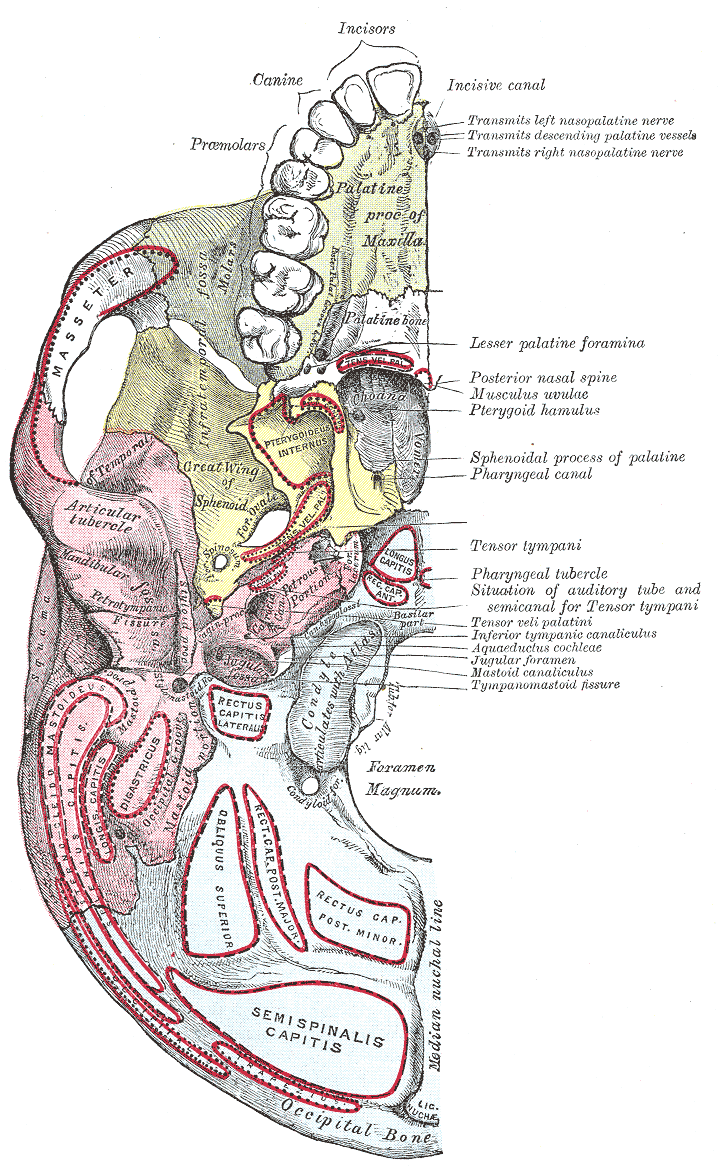
Base del teschio. Superficie inferiore.
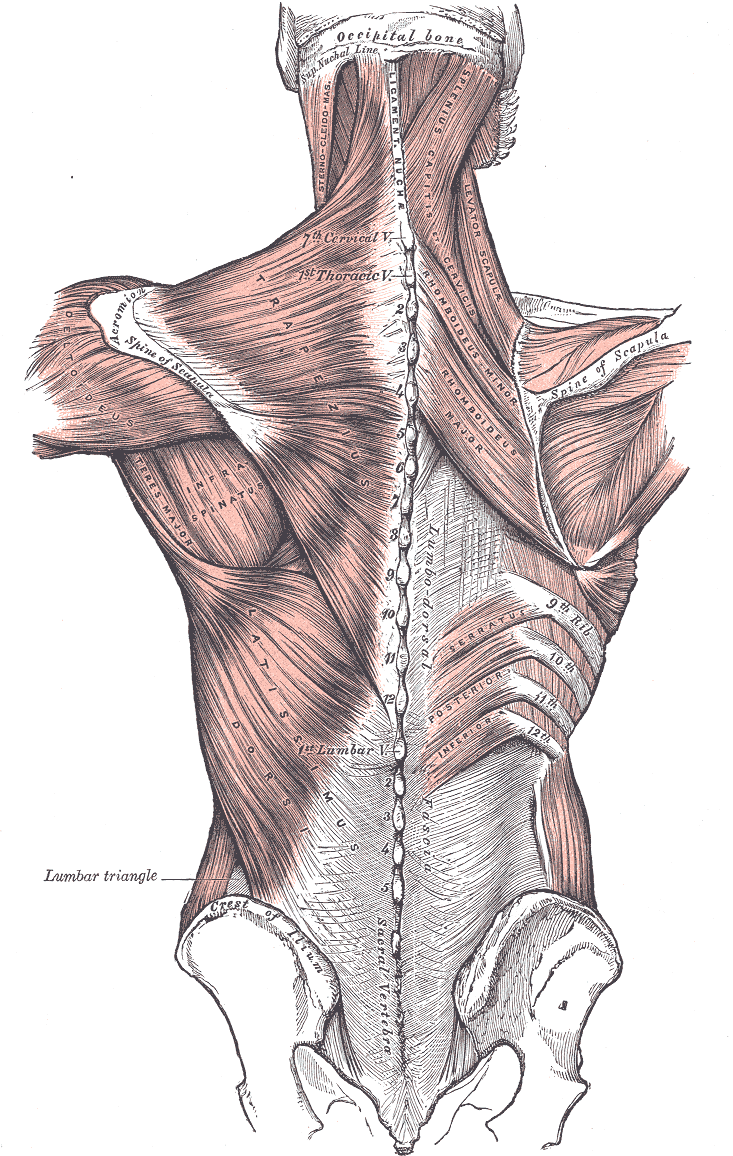
Muscoli che si connettono all'estremità superiore della colonna vertebrale.